# Марфопіль
Ма́рфопіль — село в Україні, у Гуляйпільській міській громаді Пологівського району Запорізької області. Населення становить 213 осіб (станом на 01.01.2011). 

## Географія
Село Марфопіль розміщене на березі річки Гайчул, на відстані 31 км від райцентру, на відстані 3,5 км від центру громади. По селу протікає пересохлий струмок із загатою.

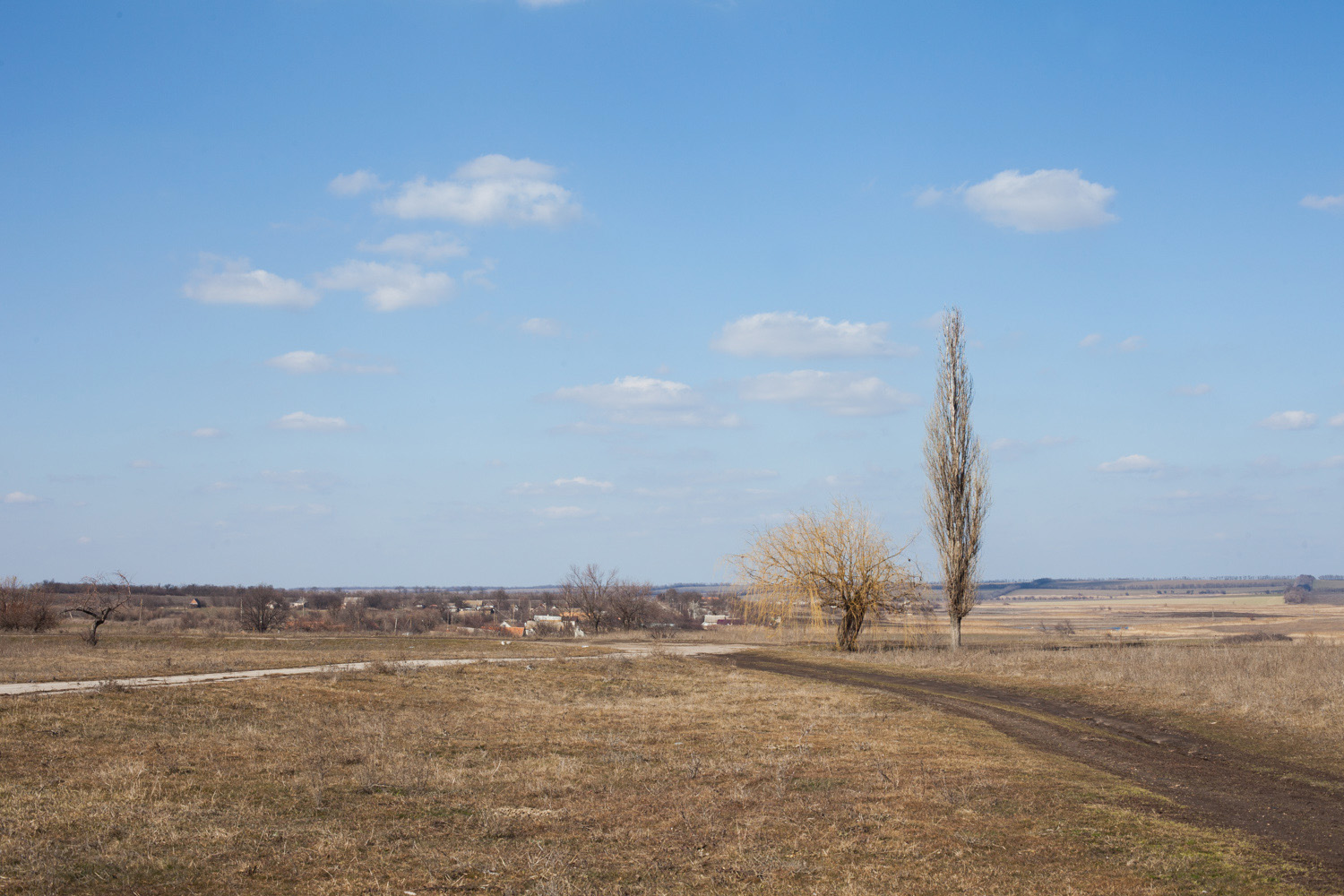
Село Марфопіль. Степовий краєвид

## Історія
- 1811 — рік заснування як села Шагарове;
- У 1945 році перейменоване в село Марфопіль.
- 12 червня 2020 року, відповідно до розпорядження Кабінету Міністрів України № 713-р «Про визначення адміністративних центрів та затвердження територій територіальних громад Запорізької області», увійшло до складу Гуляйпільської міської громади[1].
- 19 липня 2020 року, у результаті адміністративно-територіальної реформи та ліквідації Гуляйпільського району, село увійшло до складу Пологівського району[2].

## Населення
Згідно з переписом УРСР 1989 року чисельність наявного населення села становила 322 особи, з яких 138 чоловіків та 184 жінки.
За переписом населення України 2001 року в селі мешкало 295 осіб.

### Мова
Розподіл населення за рідною мовою за даними перепису 2001 року:
| Мова       | Відсоток |
| ---------- | -------- |
| українська | 96,26 %  |
| російська  | 3,74 %   |

## Відомі люди
В 1893 році у селі Шагарове (сучасне Марфопіль) народився Каретников Семен Микитович — соратник Нестора Махна. Під час наступу більшовицьких військ у жовтні 1920 року в Перекопсько-Чонгарській операції командував Кримським корпусом Революційної повстанської армії України.